# 铁热克提乡
铁热克提乡，是中华人民共和国新疆维吾尔自治区阿勒泰地区哈巴河县下辖的一个乡镇级行政单位。

## 行政区划
铁热克提乡下辖以下地区：
铁热克提村、阿克哈巴南村、阿克哈巴北村、齐巴尔希力克村和阿克布拉克村。

## 白哈巴村
2013年8月，阿克哈巴南村(白哈巴村)被评为第二批中国传统村落，亦被称为“西北第一村”。